# ヴィルヘルム2世 (ユーリヒ公)
ヴィルヘルム2世（Wilhelm II., 1325年ごろ - 1393年12月13日）は、ユーリヒ公（在位：1361年 - 1393年）。

## 生涯
ヴィルヘルム2世はユーリヒ公ヴィルヘルム1世と、エノー伯・ホラント伯ギヨーム1世の娘ジャンヌの次男である。
父ヴィルヘルムは早くも1343年にはヴィルヘルム2世をユーリヒの摂政に任じた。しかしその後数年間、父子間で対立が起こり、ヴィルヘルム2世は1349年から1351年まで父親を幽閉した。
ゲルデルン公ライナルト3世とその弟エドゥアルトの対立においてはエドゥアルトを支持した。1371年にベスヴァイラーの戦いにおいてブラバント公ヴェンツェル1世を捕らえた。
1372年に皇帝カール4世に服従し、息子ヴィルヘルム3世のためにゲルデルン公領を確保した。

## 子女
ゲルデルン公ライナルト2世の娘マリアと結婚し、以下の3子をもうけた。
- ヴィルヘルム3世（1364年 - 1402年） - ゲルデルン公（1371/77年 - 1402年）、ユーリヒ公（1393年 - 1402年）
- ライナルト（1365年頃 - 1423年） - ゲルデルン公およびユーリヒ公（1402年 - 1423年）
- ヨハンナ（1394年没） - アルケル領主ヨハン12世（1426年没）と結婚、娘マリアの子アルノルト・ファン・エフモントは後にゲルデルン公位を継承した。